# Tatra
Tatra je češki proizvajalec tovornjakov, avtomobilov, avtobusov in vagonov. Podjetje je bilo ustanovljeno leta 1850 kot "Šustala & Co". Pozneje, ko so začeli proizvajati vagone, se je preimenovalo v Nesselsdorfer Wagenbau-Fabriksgesellschaft. Leta 1918 se je podjetje preimenovalo v "Kopřivnická vozovka a.s.", leto kasneje so začeli uporabljati blagovno znamko "Tatra" - po gorovju Tatra. Avtomobil Präsident je bil en izmed prvih avtomobilov v centralni Evropi.
Tatra je tretji najstarejši proizvajalec avtomobilov po Daimlerju in Peugeotu. Med 2. svetovno vojno, ko je bila Češkoslovaška pod nemško okpuacijo, je Tatra proizvajala tovornjake in motorje za tanke za nemško vojsko.
Leta 1999 so ustavili proizvodnjo avtomobilov, se pa še vedno nadaljuje proizvodnja tovornjakov na vsekolesni pogon: 4×4, 6×6, 8×8, 10×10, in 12×12. Češki voznik tovrnjakov Karel Loprais je s Tatro 815 6x zmagal na Reliju Dakar

## Galerija
- Ignác Šustala ustanovitelj podjetja
- Avtomobil Präsident
- Rennzweier prvi dirkalni avtomobila podjetja
- Tatra T-11 (1924)
- Tatra T97
- Tatra T600 Tatraplan
- Tatra T603
- Tatra T613 (1976)
- Tatra 700 v muzeju
- Tatra MTX V8
- Tatra T93
- Tatra, 1932, 1155 ccm, 20 KM
- Tatra T111
- Tatra T813 'KOLOS'
- Tatra 815 - 6x zmagovalec relija Dakar
- Tatra TerrNo1

## Modeli

### Avtomobili
Prvi avtomobili
- NW Präsident
- NW A
- NW B
- NW C
- NW D
- NW E
- NW Elektromobil
- NW F
- NW J
- NW L
- NW S
- NW T
- NW U

Tatra avtomobili
- Tatra 10
- Tatra 11
- Tatra 12
- Tatra 17
- Tatra 20
- Tatra 26
- Tatra 30
- Tatra 52
- Tatra 54
- Tatra 57: Tatra 57 A in Tatra 57 B
- Tatra 70
- Tatra 75
- Tatra 77
- Tatra 77a
- Tatra 80
- Tatra 87
- Tatra 97
- Tatra 600 Tatraplan
- Tatra 603
- Tatra 613
- Tatra 623
- Tatra 700

### Tovornjaki
- NW First Truck
- NW TL-2
- NW TL-4
- Tatra 13
- Tatra 22
- Tatra 23
- Tatra 24
- Tatra 25
- Tatra 26
- Tatra 27
- Tatra 28
- Tatra 29
- Tatra 43
- Tatra 49
- Tatra 52
- Tatra 72
- Tatra 74
- Tatra 79
- Tatra 81
- Tatra 82
- Tatra 85
- Tatra 92
- Tatra 93
- Tatra 111
- Tatra 114
- Tatra 115
- Tatra 128
- Tatra 138
  - OT-64 SKOT
- Tatra 141
- Tatra 147
- Tatra 148
- Tatra 158 Phoenix
- Tatra 163 Jamal
- Tatra 700
- Tatra 805
- Tatra 810 ANTS
- Tatra 813
  - RM-70 8×8 oklepljeni izstreljevalec raket
- Tatra 815, 815-2 in TerrNo1
  - Tatrapan 6×6 oklepljeno vozilo za šasiji od Tatre 815
- Tatra 816
  - Armax 4×4, 6×6 in 8×8 tovornjaki
  - Force tovornjaki
- Tatra 817

### Avtobusi
- Tatra 24
- Tatra 27
- Tatra 43
- Tatra 72
- Tatra 114
- Tatra 500

### Troljebusi
- Tatra T86 (1936–38)[2]
- Tatra T400 (1949–55)
- Tatra T401 (1958; samo 1 zgrajen)

### Prototipi in dirkalni avtomobili
- NW Rennzweier (1900)
- Tatra 12 Targa Florio (1925)
- Tatra 30 Sport (1926)
- Tatra 84 (1935)
- Tatra 90 (1935)
- Tatra 107 (1946)
- Tatra 116/117/120 (1948)
- Tatra 118/119/122 (1948)
- Tatra 130 (1951)
- Tatra 131 (1951)
- Tatra 137 (1956)
- Tatra 157 (1972)
- Tatra 201 (1947)
- Tatra 600 Diesel (1952)
- Tatra 601 Convertible (1951)
- Tatra 601 Monte Carlo
- Tatra 602 Tatraplan Sports
- Tatra 603 A (1964)
- Tatra 603 B5 (1966)
- Tatra 603 B6 (1967)
- Tatra 603 MB (1961)
- Tatra 603 Monte Carlo
- Tatra 603 X (1966)
- Tatra 604 (1954)
- Tatra 605 (1957)
- Tatra 607 (1950)
- Tatra 607-2 (1953)
- Tatra 625 (1986)
- Tatra 803 (1950)
- Tatra 804 (1951)
- Tatra 806 (1951)
- Tatra Baghira (1973)
- Tatra Dolphin (1963)
- Tatra JK 2500 (1956)
- MTX Tatra V8 (1991)
- Tatra Prezident (1994)
- Tatra V570 (1931)
- Tatra V855 (1942)
- Tatra 163 Jamal Evo (2003)